# Carl Friedrich von Bludowsky
Carl Friedrich von Bludowsky (geb. um 1700; gest. im 18. Jahrhundert) war ein preußischer Stabsrittmeister und Landrat.

## Leben

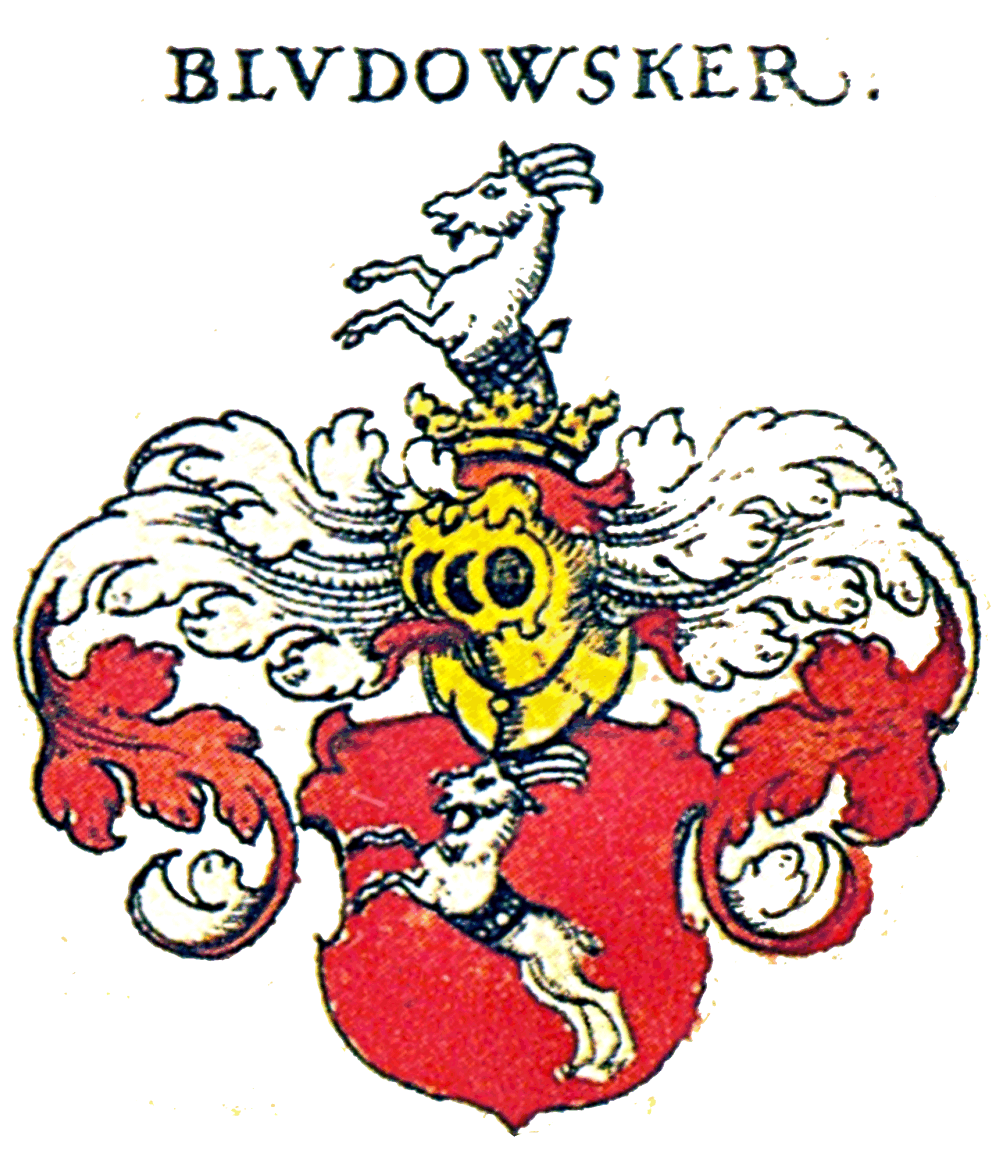
Wappen der Bludowsker

Carl Friedrich von Bludowsky war Angehöriger des schlesischen Adelsgeschlechts Bludowsky. Er trat zunächst in das Preußische Herr ein und avancierte dort im Husaren-Regiment von Wechmar bis zum Rang eines Stabsrittmeisters. Nach seinem altersbedingten Abschied aus der preußischen Armee wurde er am 28. Oktober 1747 von Friedrich II. zum Nachfolger von Franz Wolfgang von Stechow als neuer Landrat des Kreises Tost ernannt. Das Amt übte er bis 1758 aus, Nachfolger wurde 1759 Ernst Silvius von Sack.

## Persönliches
Carl Friedrich von Bludowsky war Erbherr auf Petersdorf.